# Cualidades estéticas
Las cualidades estéticas son algunas de las propiedades que hacen valioso un objeto, en particular una obra de arte. 

Estas cualidades hacen referencia al aspecto exterior , del griego aisthetikós significa "perceptible" u "observable por los sentidos"). La literatura sobre cualidades estéticas distingue entre cualidades sensoriales, formales y vitales.
- Las cualidades sensoriales son las propiedades que hacen agradable un objeto a los sentidos. Por ejemplo, la textura de un tejido, los colores de un cuadro, el brillo de una escultura o el timbre musical timbre de un instrumento musical, contemplados al margen de cualesquiera otra consideración, son cualidades sensoriales. La apreciación de estas cualidades permite al contemplador juzgar el valor de las obras de arte aplicando un criterio sencillo (y discutible): si una obra produce placer es mejor que una obra desagradable.

Las cualidades formales  se refieren a la manera como se combinan en un mismo objeto artístico los distintos elementos que lo componen. Así, en un poema, las palabras en cada una de las frases y cada frase en el conjunto del poema. En una pintura, los contrastes entre las figuras (si las hubiera) y el fondo. En una composición musical la combinación de sonidos y silencios y su desarrollo temporal. Suele decirse que una sabia combinación de orden y sorpresa, o de unidad y variedad, son cualidades formales positivas que caracterizan a las buenas obras de arte.
Finalmente, las cualidades vitales se refieren a las ideas, sentimientos o vivencias que transmite una obra de arte. No se trata de propiedades que puedan localizarse "físicamente" en la obra, sino que son vehiculadas por ella. En general, se considera que las obras capaces de sugerir más significados en el contemplador son más valiosas que las obras que sólo ofrecen una lectura plana y evidente.
Como es obvio, la apreciación de las cualidades estéticas de un objeto artístico depende de, por lo menos, dos factores: en primer lugar, las cualidades han de estar presentes en el objeto; en segundo lugar, el contemplador debe ser capaz de reconocerlas.
- Datos: Q5793022

 rt